# Dragan Todorović (homme politique, 1953)
Pour les articles homonymes, voir Dragan Todorović.
Dragan Todorović (en serbe cyrillique : Драган Тодоровић ; né le 25 janvier 1953 à Gornji Milanovac) est un homme politique serbe. Il est membre du Parti radical serbe (SRS) et a été vice-président de son parti, vice-président du gouvernement, ministre et député à l'Assemblée nationale de la république de Serbie.

## Biographie
Dragan Todorović naît le 25 janvier 1953 à Gornji Milanovac. Il termine ses études secondaires à l'école de mécanique Petar Drapšin à Belgrade puis il suit les cours de la faculté des sciences de l'organisation de l'université de Belgrade. Dans les années 1980, il crée la première société de transport privée de la capitale serbe,.
Sur le plan politique, Dragan Todorović entre en politique en 1990, en devenant membre du Mouvement serbe de la liberté (en serbe : Srpski slobodarski pokret), aux côtés de Vojislav Šešelj. À partir de 1991, il devient membre du Parti radical serbe (SRS) que vient de créer Šešelj et devient alors député à l'Assemblée nationale de Serbie et dans plusieurs assemblées de la république fédérale de Yougoslavie et de la Serbie-et-Monténégro.
Du 24 mars 1998 au 11 octobre 1999, Dragan Todorović est ministre des Transports et des Communications dans le second gouvernement de Mirko Marjanović et il est en même temps vice-président du gouvernement.
Aux élections législatives du 21 janvier 2007, Dragan Todorović figure sur la liste du Parti radical serbe, en 3e position après Vojislav Šešelj, absent en raison des accusations qui pèsent sur lui au Tribunal pénal international pour l'ex-Yougoslavie (TPIY), et après Tomislav Nikolić, qui dirige le parti en son absence. La liste obtient 28,59 % des voix et 81 sièges à l'Assemblée nationale de la république de Serbie. Todorović devient député. À l'Assemblée, il préside la Commission de la défense et la sécurité, où il demande des éclaircissements sur les circonstances de l'arrestation de Radovan Karadžić ; plus généralement, il exprime son opposition au transfert devant le TPIY des personnalités accusées de crimes de guerre.
À l'élection présidentielle de janvier-février 2008, il est le chef de campagne du candidat du SRS, Tomislav Nikolić, qui est battu au second tour par Boris Tadić, son rival du Parti démocratique (DS). L'élection de Tadić conduit à des élections législatives anticipées qui ont lieu le 11 mai 2008. Dragan Todorović figure toujours en 3e position sur la liste du SRS ; la liste obtient 29,45 % des suffrages et envoie 78 représentants à l'Assemblée nationale ; Dragan Todorović est réélu et devient le vice-président du groupe parlementaire du SRS ; il reste membre de la Commission de sécurité.
Dans ses positions politiques, Todorović se montre partisan d'une Grande Serbie allant jusqu'à la ligne Virovitica-Karlovac-Karlobag, incorporant ainsi des territoires des États souverains de Bosnie-Herzégovine et de Croatie.
L'année 2008 marque un tournant pour le Parti radical serbe. Le 24 septembre 2008, à peine quatre mois après les élections législatives, Tomislav Nikolić, vice-président du SRS, est exclu du parti et décide de fonder le Parti progressiste serbe (SNS), avec un groupe de députés dissidents. De son côté, Dragan Todorović reste fidèle au SRS. Il devient président du groupe parlementaire du parti à la place de Nikolić et Šešelj l'autorise à diriger le parti à sa place.
Dragan Todorović, alléguant son état de fatigue, ne figure pas sur la liste du SRS aux élections législatives du 6 mai 2012.

## Vie privée
Dragan Todorović est marié et père de quatre enfants. Il vit à Belgrade.
Selon la rumeur, il serait l'un des hommes plus riches de Serbie. En revanche, il énumère volontiers son patrimoine : un appartement de 167 m2 avec garage dans le quartier de Vračar, à Belgrade, un bâtiment commercial sur un terrain de 8 000 m2 à Belgrade, un garage qu'il a hérité, une maison et une ferme à Debeljača, un appartement à Hvar (en Croatie) et une voiture Mercedes datant de 1984,.